# Mustafa Abdülhalik Renda
Mustafa Abdülhalik Renda (né le 29 novembre 1881 à Ioannina, province d'Épire mort le 1er novembre 1957 à Istanbul, province d'Istanbul) est un homme politique turc.